# Simon Dansa
 (septembre 2014).
Si vous disposez d'ouvrages ou d'articles de référence ou si vous connaissez des sites web de qualité traitant du thème abordé ici, merci de compléter l'article en donnant les références utiles à sa vérifiabilité et en les liant à la section « Notes et références ».
Simon Dansa ou Danser, Dancer, Dantzer, Danseker, Danziger, le danseur, également connu sous les noms de Raïs Dali et Simon Raïs, né vers 1579 à Dordrecht (Provinces-Unies) et mort en 1616 à Alger, est un marin néerlandais passé au service de la régence d'Alger comme pirate et corsaire barbaresque, puis protégeant les navires de Marseille contre les attaques de ses anciens collègues.
Il a introduit dans le monde barbaresque les vaisseaux de haut bord permettant de naviguer dans l'océan Atlantique.

## Historiographie
Simon Dansa est principalement connu par les documents marseillais le concernant, établis dans le cadre d'une demande de retour en grâce chez les chrétiens, et qui de ce fait minimisent peut-être ses actions au service de la Régence.

## Contexte historique
La guerre d'indépendance menée contre l'Espagne par les provinces protestantes des Pays-Bas (notamment la Hollande), la guerre de Quatre-Vingts Ans, commencé vers 1570 se termine en 1648 (en même temps que la guerre de Trente Ans), par le traité qui entérine la création des Provinces-Unies.
La Régence a été établie vers 1520 comme dépendance de l'Empire ottoman avant de devenir un royaume indépendant en 1670, mais elle jouit d'une certaine autonomie et ses intérêts ne sont pas identiques à ceux de l'Empire, surtout après la défaite ottomane de Lépante en 1571 : en particulier, pour la Régence, l'ennemi immédiat est l'Espagne, qui à cette époque occupe les ports d'Oran (depuis 1509), de Mers el-Kébir et de Bougie et a fait une tentative pour prendre Alger en 1541, sous le règne de Charles Quint.
De surcroît, l'Espagne domine encore la Méditerranée occidentale, les Habsbourg d'Espagne (Philippe II et ses descendants) étant aussi les maîtres du royaume de Naples (incluant alors la Sicile et la Sardaigne), alors que la France (allié traditionnel des Ottomans) sort des guerres de religion, achevées en 1598.
Cette hostilité entre la Régence et l'Espagne est renforcée par l'expulsion des Morisques en 1609.
Ces faits peuvent expliquer pourquoi, à cette époque, un certain nombre de marins néerlandais, dont Dansa, se mettent au service de la régence d'Alger et participent à l'activité du corso, dans une perspective anti-espagnole, à la fois politique et pratique (les galions espagnols de retour d'Amérique étant des cibles particulièrement attractives).
L'aventurier anglais William Lithgow, qui l'a connu, affirme qu'il considérait les Turcs comme des ennemis, ce qui indiquerait qu'il différenciait l'Empire ottoman et la Régence.

## Biographie

### Carrière à Alger
Au début du XVIIe siècle, il se rend volontairement à Alger, avec son vaisseau et son équipage.
Pendant trois ans au moins, il fait partie des plus fameux pirates de ce port, sans toutefois peut-être se convertir à l'islam.
Il apporte à la régence d'Alger la technique des voiliers de haut-bord, ce qui permet de naviguer dans l'Atlantique, chose excessivement risquée avec des galères, et notamment d'attaquer les galions espagnols chargés d'or au large des Açores et du Cap-Vert. Cette maîtrise technique en fait l'un des raïs les plus importants d'Alger. Il est surnommé Dali Raïs ou Dali Capitan (« Capitaine Diable »).
Les quelques années qu'il passe à Alger lui assurent une fortune suffisante pour qu'il y acquière un palais[réf. nécessaire].
Il sympathise et s'associe avec les corsaires barbaresques d'origine anglaise : Peter Easton et surtout son ami Jack Ward.

### Le retour en France
Fortune faite, il négocie son retour en grâce auprès de la France en rachetant dix jésuites capturés par lui.
Il rapporte aussi avec lui deux canons volés à l'arsenal d'Alger. Ce vol provoque une période de tension entre la France et la cité barbaresque, qui demande non seulement le retour des canons, obtenu après vingt ans de tractations, mais aussi le châtiment du coupable, qu'elle n'obtiendra pas.
L'affaire des canons de Dansa a fait couler beaucoup d'encre, elle est très connue en tant que scandale diplomatique.[réf. nécessaire]

### Carrière à Marseille
À Marseille, Dansa travaille pour la Chambre de commerce. Les archives de l'Amirauté contiennent une convention par laquelle il s'engage à entretenir trois vaisseaux, montés de 420 hommes au maximum, et à les employer pour la protection contre les corsaires de Barbarie.
En 1616, il retourne à Alger pour le compte du roi de France Louis XIII, avec la mission de récupérer vingt-deux navires français. Il obtient satisfaction, mais commet l'erreur d'accepter une invitation à terre au palais du pacha, qui le fait décapiter.

#### Ouvrages anciens
- Pierre Dan, Histoire de la Barbarie et des corsaires, Paris, Pierre Rocolet, 1649, en ligne dans Google Livres
- Maximilien de Béthune, Mémoires de Sully, principal ministre de Henri le Grand, en ligne dans Google Livres

#### XIXesiècle
- Ernest Mercier, Histoire de l'Afrique septentrionale. Tome 3, Paris, Ernest Leroux, 1891 (Elibron Classics, p. 189–190), partiellement disponible dans Google Livres

#### Travaux récents
- Roland Courtinat, La Piraterie barbaresque en Méditerranée XVI°-XIXe siècle, Nice, Jacques Gandini, 2003, partiellement en ligne dans Google Livres